# Associação Norte-Irlandesa de Futebol
A Associação Norte-Irlandesa de Futebol (em inglês: Irish Football Association, "Associação Irlandesa de Futebol", ou apenas IFA) é a entidade máxima do futebol da Irlanda do Norte.